# Galbárruli
Galbárruli ist eine Gemeinde mit 79 Einwohnern (Stand: 2024) in der Provinz und autonomen Gemeinschaft La Rioja im Norden Spaniens.
Die Ortschaft Castilseco gehört zur Gemeinde. 

## Lage
Galbárruli gehört zur Comarca Haro und gilt als Tor zum Obarenes-Gebirge. Galbárruli grenzt im Norden an Miranda de Ebro (Burgos), im Westen und Süden an Sajazarra, im Südosten an El Ternero (Burgos) und im Südwesten an Fonzaleche und Sajuela (Burgos) und im Westen an Cellorigo.